# Sebastián Torrico
Sebastián Alberto Torrico (Mendoza, 22 de fevereiro de 1980) é um jogador argentino que atua na posição de goleiro, que atualmente joga pelo San Lorenzo.
Foi uma peça muito importante para o San Lorenzo na Taça Libertadores da América 2014. Quando  o San Lozenzo conquistou o seu Primeiro título no Torneio